# Perama (gmina)
Perama (gr. Δήμος Περάματος, Dimos Peramatos) – gmina w Grecji, w administracji zdecentralizowanej Attyka, w regionie Attyka, w jednostce regionalnej Pireus. Siedzibą i jedyną miejscowością gminy jest Perama. W 2011 roku liczyła 25 389 mieszkańców.